# اگنا
اگنا (به ایتالیایی: Agna) یک سکونتگاه مسکونی در ایتالیا است که در استان پادووا واقع شده‌است.

## خصوصیات
اگنا ۱۸ کیلومترمربع مساحت و ۳٬۲۸۸ نفر جمعیت دارد و ۵ متر بالاتر از سطح دریا واقع شده‌است.